# Deli Husayn Paixà
Deli Husayn Paixà o Deli Hüseyin Paşa fou un general i governador otomà. Fou gran visir titular per una setmana, tot i que no va arribar a exercir.
Va néixer a Yenişehir prop de Bursa en data desconeguda. La seva força va cridar l'atenció del sultà Murat IV del que es va fer amic i va obtenir alguns càrrecs a palau. Fou nomenat kapudan paixà el 30 de juny de 1634, i va participar en la campanya d'Erevan el 1635.
Tot seguit fou nomenat governador d'Egipte a l'octubre del 1635 però fou destituït el 1637 acusat de mala administració i les seves propietats li foren confiscades. El 1638 va recuperar la influència amb el sultà i fou nomenat beglerbegi d'Anadolu i va prendre part en la campanya de Bagdad. Després va estar a la cort i va contribuir a la caiguda de Tayyar Mehmed Paşa al que va succeir com a caimacan (vice gran visir) el 16 de desembre de 1639.
Al pujar al tron Ibrahim I fou nomenat altre cop kapudan paixà (febrer del 1640) i a final d'any governador militar d'Oczakov (Özi). El 1641 va dirigir el setge d'Azov que estava en mans dels cosacs. El febrer de 1642 fou nomenat governador de Bòsnia, passant al govern de Bagdad el 1644, i de Budin (finals de 1644). En esclatar la guerra amb Venècia (1645) fou designat governador del castell de La Canea a Creta on va arribar el gener de 1646; va substituir al comandant en cap otomà (que havia mort) i abans de final del 1646 va ocupar Réthimno i l'any següent (1647) va assetjar Khanià, setge que va durar 2 mesos.
Va restar 13 anys a Creta i va aconseguir l'aprovació de la població grega. El 27 de febrer de 1656 fou nomenat gran visir, però el nomenament fou anul·lat abans de poder prendre possessió, per una revolta dels geníssers. Va deixar Creta a la meitat del 1658, acusat falsament de dilapidar recursos militars i de poca energia en el setge de Candia; no obstant els seus partidaris a la cort el van fer nomenar kapudan paixà per tercer cop (15 de juliol de 1658) i el 3 de desembre de 1658 beglerbegi de Rumèlia, però fou cridat a Istanbul al cap de poques setmanes acusat d'abús de poder. Fou empresonat, i executat el 1659.